# Lixomorphus
 Lixomórphus — рід жуків родини Довгоносики (Curculionidae).

## Зовнішній вигляд
Жуки цього роду мають середні розміри, довжина їх тіла сягає 12—17 мм. Основні ознаки
:
- головотрубка від середини розширена до вершини, з невисоким серединним кілем, трохи зігнута донизу;
- очі овальні, звужені донизу, навколо очей — білувате кільце;
- передньоспинка звужена до переду, вкрита дрібними зернятками, має перетяжку біля переднього краю;
- 1-й членик джутика вусиків довший за 2-й, булава вусиків видовжена, тонка і коротша за весь джгутик;
- надкрилля вкриті зернятками і нечисленними щетинками, трохи розширені, а у вершинній третині різко звужені і їх вершини закруглені разом, не видовжені за черевцем;
- тіло щільно вкрите пилкоподібним нальотом, зверху він гірчичного кольору, з боків, на головотрубці, ногах, а інколи й на передньоспинці — рожевого;
- видовжений 1-й членик лапок довший за поперечний 2-й, кігтики зрослися.

## Спосіб життя
Вивчений у одного виду — Lixomorphus algirus (синонім — Lixomorphus ocularis). Він дає одне покоління на рік. Його життєвий цикл пов'язаний зі щавлями. У квітні-травні відкладаються яйця — у ґрунт навколо кормової рослини та на її кореневу шийку. Личинка годуються у ній і заляльковуються у вересні. Імаго нового покоління з'являються у тому ж вересні, деякий час годуються на щавлі. Зимують у ґрунті та під камінням.

## Географічне поширення
Ареал роду охоплює західну частину півдня Палеарктики (див. нижче).

## Класифікація
У цьому роді описано два види:
- Lixomorphus algirus (Linnaeus, 1758) — Іспанія, Франція, Італія, Хорватія, Алжир, Туніс
- Lixomorphus apfelhecki Zumpt, 1938 — Туреччина

## Практичне значення
Lixomorphus algirus потенційно може шкодити сортам щавлю, що культивуються. Разом з тим, пропонувалося використовувати його як гербіфага проти пасовищного бур'яну — щавлю кучерявого у США та Австралії.